# キム・ヘヨン
キム・ヘヨン（김혜연、金蕙妍、1971年3月28日 - ）は、大韓民国仁川広域市出身の歌手である。

## 来歴
1991年に出場したKBS全国のど自慢仁川広域市編で人気賞を受賞する。翌年にキム・ナヒョン（김나현）という芸名でダンス歌手としてデビュー。1993年に「愚かな女（바보같은 여자）」でトロットに転向した。従来のトロットは一線を画し、ダンストロットで新世代トロット歌手として注目を集めた。
1994年に発表した「ソウル、大田、大邱、釜山（서울 대전 대구 부산）」は、MBCでの人気ドラマ「ソウルの月（서울의 달）」の劇中に登場したこともあり、各種歌謡チャートでも上位にランクインしヒットした。このヒットで人気歌手になり、イベント出演依頼などが殺到した。
2008年は、過去に発売したメドレーアルバムに収録されていた「我慢してください（참아주세요）」がKBSの1泊2日で取り上げられ話題となった。
2019年には、脳腫瘍を患っていることを明かした。

## 個人
学生時代中学校、高校まで陸上選手として活躍し、大学進学後、父の勧めで1991年に韓国の歌番組KBS「全国のど自慢 - 仁川広域市編」に参加して人気賞を受賞した。以後、事務所に所属してギムナヒョンという芸名で「夢の中でも遠く君」を発表し、ダンス歌手として公式デビューした。デビュー当時男性美を感じさせる強いロックサウンドの唱法を駆使して注目を浴び訴える力濃厚な唱法で注目を集めさせた特別な反応がなかった。だが1993年に「愚かな女」を発表し、ダンス歌手で演歌歌手に転向した。キム・ヘヨンがトロット歌手に転向後、ダンストロットを試みて新世代トロット歌手として注目を集めさせ、演歌界に新しい風を起こした。
演歌歌手デビューを成し遂げたキム・ヘヨンは本格的に1994年には、「ソウル大田大邱釜山」を発表した。その中で「ソウル大田大邱釜山」は発表と同時に大衆に広く知られ、この曲が掲載されたアルバムが当時100万枚という売り上げを記録してキム・ヘヨンという名前を全国に知らせる契機になった。<ソウル大田、大邱、釜山>に1990年代前半、各種人気チャートで上位圏を渉猟しながら、様々なイベント、舞台にラブコールが入ってくるようなかなりの人気を享受した。加えて、デビュー初期には、本人のヒット曲が含まれている 「感覚ディスコテープ」「ディスコメドレー」「ガンクン男シリーズ」で約60〜200万枚のアルバム販売記録を立てて話題を集めた。 1995年には一家庭の夫と妻の実像が含まれている曲「間に大きな男」をが相次いでヒットし絶大な人気を集めている新人歌手として脚光を浴びた。 1997年に発表した「きれいなキツネ」は面白い歌詞とラップが加味された独特のリズムとメロディーで人気を得て本格的な演歌でダンストロット性向がたくさん見える曲を主に歌った。これにより、若い女性歌手という点とダンストロットを主に取り上げ、新世代トロット歌手というイメージを融合させ、人気を集めて全盛期を享受した。 2000年には「Best 2000」のアルバムに収録された「唯一の人」がヒットし、着実に認知度を高め、2003年には、夫と妻の実生活の内容が盛り込まれた歌詞と高速リズムの演歌<怒った女性>で第10回大韓民国芸能芸術対象女性歌手賞を受賞し、2005年には、本格的な演歌性向が引き立って見えた<ガラスの靴」でSBS歌謡大戦トロット部分上、KBS歌謡大賞今年の歌手賞を受賞してダンストロット援助でトロットの女王として位置づけになった。
最近、2007年に発表した曲であり、パワフルな歌唱力とダンスが引き立って見えた<土曜日の夜に>は、ミュージックビデオでも製作されており、カラオケ愛唱曲に選ばれて広く呼ばれている。 2008年にはKBS「1泊2日シーズン1」でメドレーアルバムに収録された「我慢してください（別名：ヘビである）」がギサンソンに書きながら、複数の世代の層から多くの不利な点者新しく編曲して活動して最近まで旺盛な活動をしている。不惑を過ぎた2011年には「スター夫婦ショー赤ちゃん」で第四の妊娠したと明らかにし、翌年12月初めに第四の出産した。

## ディスコグラフィ

### アルバム（韓国）
| アルバム名                               | 発売日        | 代表曲                                                             |
| ---------------------------------------- | ------------- | ------------------------------------------------------------------ |
| 夢の中でも遠いあなた                     | 1992年        | - 夢の中でも遠いあなた（꿈 속에도 먼 그대）                        |
| キム・ヘヨン                             | 1993年3月3日  | - 愚かな女（바보같은 여자）                                        |
| キム・ヘヨン2                            | 1994年3月1日  | - ソウル、大田、大邱、釜山（서울 대전 대구 부산）                  |
| 間の大きな男                             | 1994年5月15日 | - 間の大きな男 （간 큰 남자） - 我慢してください（참아주세요）     |
| 感覚ディスコ                             | 1994年5月15日 | - ソウル平壌半日（서울 평양 반나절）                               |
| キム・ヘヨン ベスト                      | 1997年        | - きれいなキツネ （예쁜 여우）                                     |
| キム・ヘヨン ベスト2                     | 2000年        | - 唯一の人 （유일한 사람）                                         |
| その人その愛                             | 2003年        | - 怒った女 （화난 여자）                                           |
| キム・ヘヨンBest 2                       | 2004年3月28日 | - ガラスの靴 （유리구두）                                          |
| 土曜日の夜に                             | 2007年2月14日 | - 土曜日の夜に （토요일 밤에）                                     |
| 我慢してください                         | 2008年2月7日  | - 我慢してください（참아주세요）                                   |
| The Best Of Best Kim Hye Yeon 1991～2011 | 2010年9月13日 | - 漢方だ！ （한방이야！） - 最後は私と一緒に（마지막은 나와 함께） |
| 最高だキム・ヘヨン                       | 2013年9月1日  | - 最高だあなた （최고다 당신）                                     |
| Queen Of Queen                           | 2015年9月21日 | - アッサ！私の愛 （아싸! 내사랑）                                  |